# OTs-02 Kiparis
 (juin 2017).
Si vous disposez d'ouvrages ou d'articles de référence ou si vous connaissez des sites web de qualité traitant du thème abordé ici, merci de compléter l'article en donnant les références utiles à sa vérifiabilité et en les liant à la section « Notes et références ».
L'OTs-02 Kiparis est un pistolet-mitrailleur dessiné par les bureaux devTsKIB OO à Toula dans les années 1970, mais mis en service en 1991. Il a équipé les forces de police russes ainsi que le ministère de l'Intérieur russe.

## Caractéristiques
L'OTs-02 est chambré en 9 × 18 mm Makarov, alimenté via un chargeur type Blowback de 20 ou 30 cartouches. Le corps de l'arme est fait de tôle emboutie et de plastiques. Arme de conception économique, sa durée de service est limitée à 6 000 coups par certaines pièces dont l'usure impose un remplacement.

## Dans la fiction populaire

### Jeux vidéo
- L'OTs-02 Kiparis apparaît dans Survarium, pour 4 200 pièces, disponible dans la faction Scavengers.
- Cette arme apparaît aussi dans Call of Duty: Black Ops sous le nom simplifié de "Kiparis".                                *Elle apparaît  dans Call of Duty Black Ops Cold War sous le nom de "OTs 9".